# Acteu

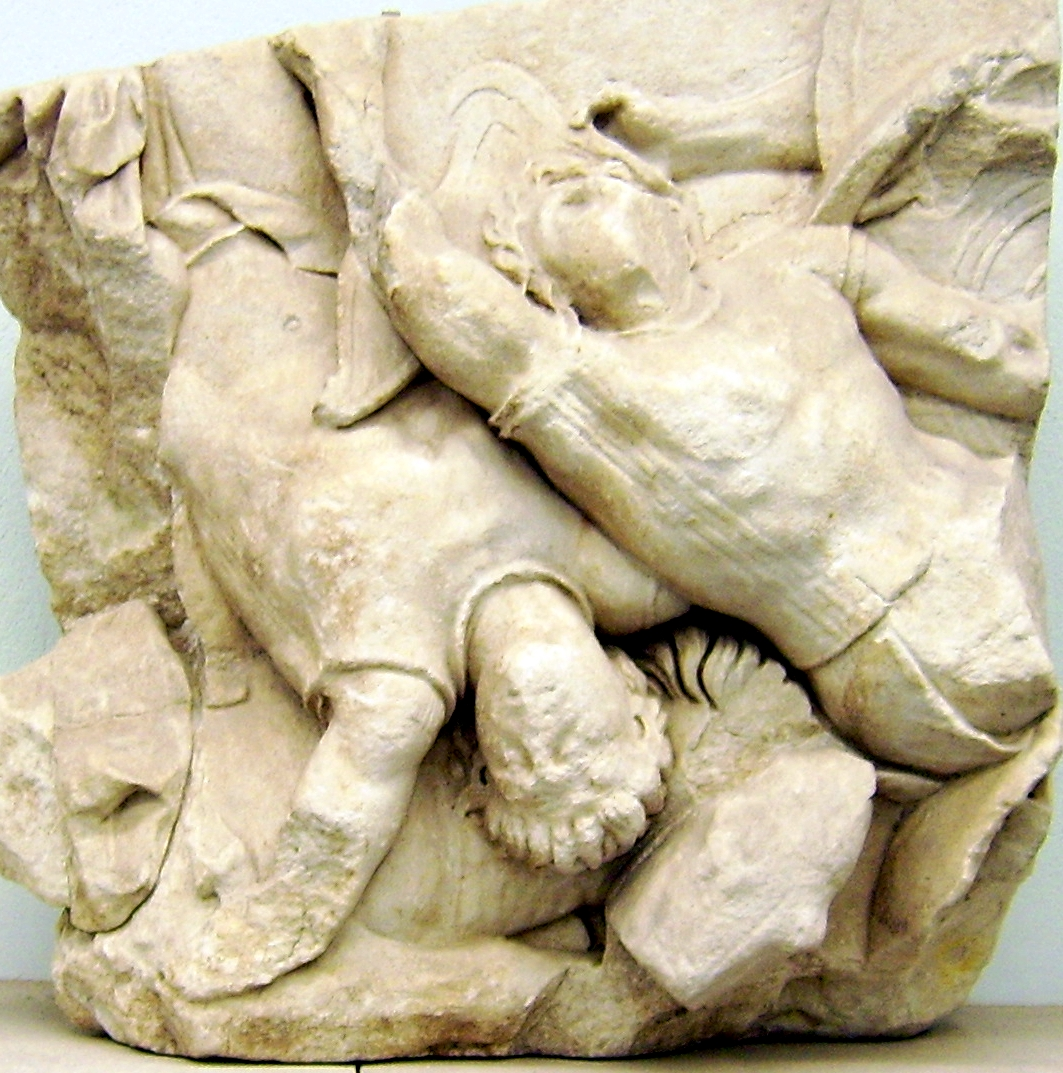
Um relevo no friso de Télefo, no interior do Altar de Pérgamo, mostrando Ájax ao matar Acteu e Heloro.

Acteu (em grego Ακταιος) foi o primeiro rei da Ática, de acordo com Pausânias. Era autóctone, pai de Aglauros, e sogro de Cécrope, o segundo rei de Atenas.
Alguns analistas gregos antigos consideravam que Acteu não existiu, tendo a Ática permanecido deserta desde a época de Ogiges até Cécrope.
Segundo a tradição ele deu à região da Ática seu nome (Acteia) antes que ela fosse mudada para Cecrópia por Cécrope, mas depois ela passou a se chamar Ática por causa de Átis, filha de Cranau.
Segundo William Smith, Acteu teve três filhas - Aglauros, Herse e Pandroso - mas nenhum filho, e foi sucedido no poder por Cécrope, marido de Aglauros, porém os textos antigos apenas mencionam Aglauros como sua filha e esposa de Cécrope; Aglauros, Herse e Pandroso são filhas de Cécrope com Aglauros.
Segundo Pausânias, um grupo de atenienses contemporâneos seus afirmava que o gigante Porfírio teria sido rei antes de Acteu.